# Decma elefani
Decma elefani är en insektsart som beskrevs av Andrej Vasiljevitj Gorochov 2004. Decma elefani ingår i släktet Decma och familjen vårtbitare. Inga underarter finns listade i Catalogue of Life.